# 野ざらし
『野ざらし』（のざらし）は、古典落語の演目のひとつ。「野晒し」とも表記する。別題に「手向の酒」（たむけのさけ）。上方落語では「骨釣り」（こつつり）。

## 概要

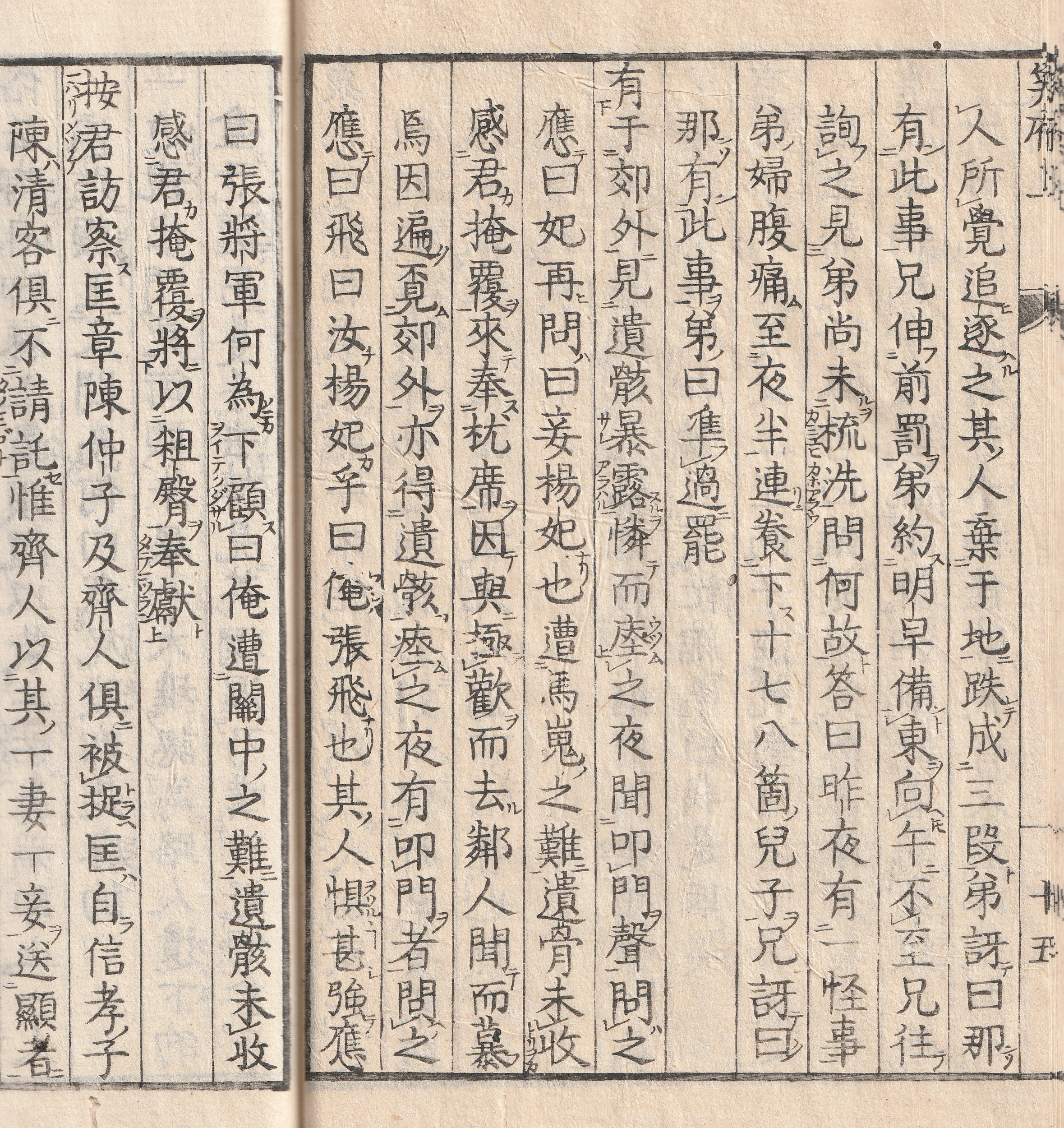
『笑府』の和刻本。「有于郊外見遺体暴露･･･」と漢文で書いてあるくだりが「野ざらし」の元ネタになった。

原話は中国の明代に書かれた笑話本『笑府』の一編「学様」（男のもとに楊貴妃の霊が訪れ、別の男の所には張飛の霊がやって来る。同じ読みの「妃」と「飛」を掛けたもの）。その後1837年（天保8年）刊行の小咄集『落噺仕立おろし』に「笑府」の題で翻案されたものが収録された。
上方の「骨釣り」の成立過程ははっきりしない（「骨釣り」のほうが原話の構造に近い。後述）が、江戸の「野ざらし」は、「托善の正蔵」こと2代目林家正蔵が『笑府』をもとに仕立て、初代三遊亭圓遊が現在の陽気な滑稽噺の形に改作したとされる。「野ざらし」の場合、サゲまで演じられることはまれで、多くは途中で噺を終える。
上方の「骨釣り」は長らく埋もれて忘れられていたが、1970年ごろに3代目桂米朝が古老の桂右之助から聴き取り、東京に残る「野ざらし」を元に仕立て直した。
「野ざらし」の主な演者には3代目春風亭柳好、8代目春風亭柳枝、6代目春風亭柳橋、5代目三遊亭圓楽、7代目立川談志、10代目柳家小三治などが知られる。また、上方の月亭可朝が昭和50年代（1970年代後半）から「野ざらし」の演題かつ同じストーリーで演じていた。

## あらすじ

### 骨釣り
幇間の茂八（繁八）はある日、芸者衆らとともに贔屓客の商家の若旦那に連れられて屋形船に乗り、木津川から船で沖へ出て魚釣りをすることになった。若旦那が「一番大きい魚（うお）ォ釣ったもんには、その寸法だけカネをやる。1寸につき1円の祝儀じゃ」と宣言したため、茂八は張り切るあまり、自分の鼻に釣り針を引っかけてしまう。痛がる茂八は「わたい、背（＝身長）が5尺3寸ですさかい、53円」と若旦那に言ってせびるが、相手にされない。そのうち、茂八は頭蓋骨を釣り上げてしまう。茂八は気味悪く感じ、川に投げ捨てようとするが、若旦那にいさめられ、「寺に持って行て、回向（えこう＝供養）してやるのがええ」と金銭を渡されて帰される。茂八は一度は金を自分のものにしようと考えるが、結局寺へ行くことにする。
その夜、男の家に若い美しい女がたずねて来る。女は「自分はご供養していただいた骨の主で、お礼にまいりました」と話し、自殺した自分の身の上を語って聞かせ、「お寝間のお伽（とぎ）させていただきます」と、茂八に寄り添う。
茂八と女の様子を壁越しにのぞき見していた隣の男は、翌日、茂八から事情を聞いて、興奮した様子で大川へ駆けつける。男が釣れた魚を捨ててしまうので、船頭はいぶかしがる。そのうち、男は中州のアシの間から骨を見つけ、大喜びで寺へ持って行く。
夜になって、男が自分好みの女が来るのを強く期待しながら待っていると、大男が現れる。大男は「京の三条河原で処刑されて大川に骸（むくろ）をさらし、やんぬるかな、と嘆く折、ありがたや今日のご回向。御礼に、閨中（けいちゅう）のお伽つかまつらん（＝寝床を共にいたしましょう）」と大声で叫ぶ。男が驚いて「誰だ」と聞くと、大男は「石川五右衛門」と答える。男はうなずきながら、
「なるほど、やっぱりカマに縁がある（五右衛門の処刑法といわれる釜茹でと、オカマをかけた地口）」。

### 野ざらし
ある夜、八五郎が長屋で寝ていると、隣の女嫌いで知られた浪人・尾形清十郎の部屋から女の声が聞こえてくる。
翌朝、八五郎は、尾形宅に飛び込み、事の真相をただす。尾形はとぼけてみせるが、八五郎に「ノミで壁に穴開けて、のぞいた」と明かされ、呆れたと同時に観念して、「あれは、この世のものではない。向島（隅田川）で魚釣りをした帰りに、野ざらしのしゃれこうべ（＝頭蓋骨）を見つけ、哀れに思ってそれに酒を振りかけ、手向けの一句を詠むなど、ねんごろに供養したところ、何とその骨の幽霊がお礼に来てくれた」と語る。それを聞いた八五郎は興奮した様子で「あんな美人が来てくれるなら、幽霊だってかまわねえ」と叫び、尾形の釣り道具を借り、酒を買って向島へ向かった。
八五郎は橋の上から、岸に居並ぶ釣り客を見て、骨釣りの先客で満ちていると勘違いし、「骨は釣れるか? 新造（しんぞ＝未婚の女性）か? 年増（としま）か?」と釣り客に叫び、首をかしげられる。
釣り場所を確保した八五郎は、釣り糸を垂らしつつ、「サイサイ節」をうなりながら、女の来訪を妄想するひとり語りに没頭しはじめる。
鐘が ボンとなりゃあサ

上げ潮 南サ

カラスがパッと出りゃ コラサノサ

骨（こつ）がある サーイサイ

そのまた骨にサ

酒をば かけてサ

骨がべべ（＝着物）着て コラサノサ

礼に来る サーイサイ

ソラ スチャラカチャンたらスチャラカチャン
そのうちに、自分の鼻に釣り針を引っかけ、「こんな物が付いてるからいけねぇんだ。取っちまえ」と、釣り針を川に放り込んでしまう。
※多くの演じ方では、ここで噺が切られる。
八五郎は釣りをあきらめ、アシの間を手でかきわけて骨を探すことにし、なんとか骨を見つけ出すことに成功する。八五郎はふくべの酒を全部それにかけ、自宅の住所を言い聞かせ、「今晩きっとそこに来てくれ」と願う。この様子を、近くの川面に浮かぶ屋形船の中で聞いていた幇間の新朝（しんちょう）は、八五郎が普通の生きている女とデートの約束をしていると勘違いし、仕事欲しさで八五郎宅に乗り込む。
女の幽霊が来ると期待していた八五郎は、新朝を見て驚き、「誰だ」とたずねる。「あたしァ、シンチョウって幇間（タイコ）」
「何、新町（＝浅草新町）の太鼓? ああ、あれは馬の骨だったか」（浅草新町には、かつて多くの太鼓屋が立ち並んでいた。かつて和太鼓にはウマの皮が用いられていた。「馬の骨」とは、素性のはっきりしない人物のたとえ）

## バリエーション
- 「骨釣り」のサゲには、「それで、カマァ割りに来たんか」と言うものもある。
- 「野ざらし」における八五郎の釣りのシーンの演じ方は、妄想の果てに川へ落ちる、水たまりに座り込むなど、多岐にわたる。

## エピソード
- 3代目春風亭柳好は同演目を得意ネタとしており、リズミカルな歌い調子と底抜けに明るい雰囲気を持った彼の「野ざらし」は広く知られ、「野ざらしの柳好」の異名をとっていた。録音音源はレコード・CD等で聞くことができる。

8代目桂文楽は「こんな素晴らしいのを聞いたらもう演じられない」と、同演目を封印してしまった。
立川談志は同演目を演じる時に「ここから柳好になるよ」とことわって、柳好ばりの歌い調子になっている。
- 3代目古今亭志ん朝は、「この噺で最も難しいのはサイサイ節[要出典]」と語っている。
- 1977年にピー・プロダクションで「野ざらし」をアニメ化したパイロットフィルムが制作された[4]。音源には柳好の演目が用いられた[4]。